# Joachim Löw
Joachim Löw (Schönau, Baden-Wurtemberg, 3 de febrero de 1960) es un exfutbolista y entrenador alemán. Se desempeñó de delantero y su último club fue el F. C. Frauenfeld. Fue el entrenador de la selección de Alemania con la que ganó el Mundial de Brasil 2014.
Desde 2006 hasta junio de 2021 fue el director técnico de la selección alemana, a la que condujo a la victoria en la Copa Mundial de Fútbol de 2014 de Brasil y en la Copa FIFA Confederaciones 2017, celebrada en Rusia. Además, bajo su dirección los alemanes consiguieron llegar a la final de la Eurocopa 2008 y a las semifinales de la Copa Mundial de Fútbol de 2010 y la Eurocopa 2012. Anteriormente, había sido entrenador asistente de la selección en la Copa FIFA Confederaciones 2005 y la Copa Mundial de Fútbol de 2006.
Ha recibido diversos galardones individuales, como el premio al mejor entrenador de la Copa del Mundo 2014 y, en dos ocasiones, el premio al mejor seleccionador del mundo entregado por la IFFHS, así como también el premio de la FIFA al mejor entrenador del año 2014.

## Trayectoria

### Como futbolista
Joachim Löw, el mayor de cuatro hermanos, nació el 3 de febrero de 1960 en la ciudad Schönau en la Selva Negra. Se formó en los clubes TuS Schönau 1896 y Sportfreunde Eintracht Freiburg. En 1978 se unió y comenzó su carrera profesional en el S. C. Friburgo. Dos años después, fichó por el VfB Stuttgart, donde solo permaneció una temporada, al igual que en el Eintracht Frankfurt y el Karlsruher S. C. Regresó al S. C. Friburgo en dos oportunidades y jugó 252 partidos y anotó ochenta y un goles en la segunda división, un récord en la institución. Además, disputó cincuenta y dos encuentros y marcó siete tantos en la primera división. Con la selección alemana jugó tan solo cuatro partidos con la categoría sub-21. Aunque se retiró en 1995, años antes había sufrido una lesión de tibia y peroné provocada por el portero Ray Clemens y su rendimiento posterior decayó.

### Como entrenador
En la década de 1990, aun cuando Löw era jugador del F. C. Winterthur, comenzó a entrenar al equipo juvenil del club. Luego de su retiro en 1995, se convirtió en entrenador asistente del VfB Stuttgart y, tras la salida de Rolf Fringer un año después, fue nombrado director técnico. En la temporada 1996-97 su equipo ganó la Copa de Alemania. El siguiente año, llegaron hasta la final de la Recopa de Europa, pero perdieron con el Chelsea F. C. por 1:0. Después de abandonar la institución, en 1998 comenzó a entrenar al Fenerbahçe S. K., donde permaneció durante una temporada. Tras un paso por la conducción técnica del Karlsruher S. C. en el que el club descendió de categoría, entre diciembre del año 2000 y marzo de 2001 dirigió al Adanaspor, pero fue destituido del cargo debido a los malos resultados.
En 2002 ganó la Bundesliga austriaca con el Wacker Innsbruck. Cuando el club fue declarado en bancarrota, Löw firmó con el F. K. Austria Viena. A mediados de 2004, el ese entonces entrenador de la selección alemana Jürgen Klinsmann, al que conoció en la Academia Hennes Weisweiler, lo designó como su ayudante de campo. Ambos cambiaron el estilo de juego del seleccionado alemán por uno más dinámico y Löw se encargó más que nada de los planteamientos tácticos. Como asistente de Klinsmann, participó en la Copa Confederaciones 2005, donde los alemanes obtuvieron el tercer puesto frente a México por 4:3, y en la Copa Mundial de 2006. Klinsmann abandonó su cargo cuando el torneo finalizó, por lo que Löw se convirtió en el primer  entrenador el 12 de julio de ese año.

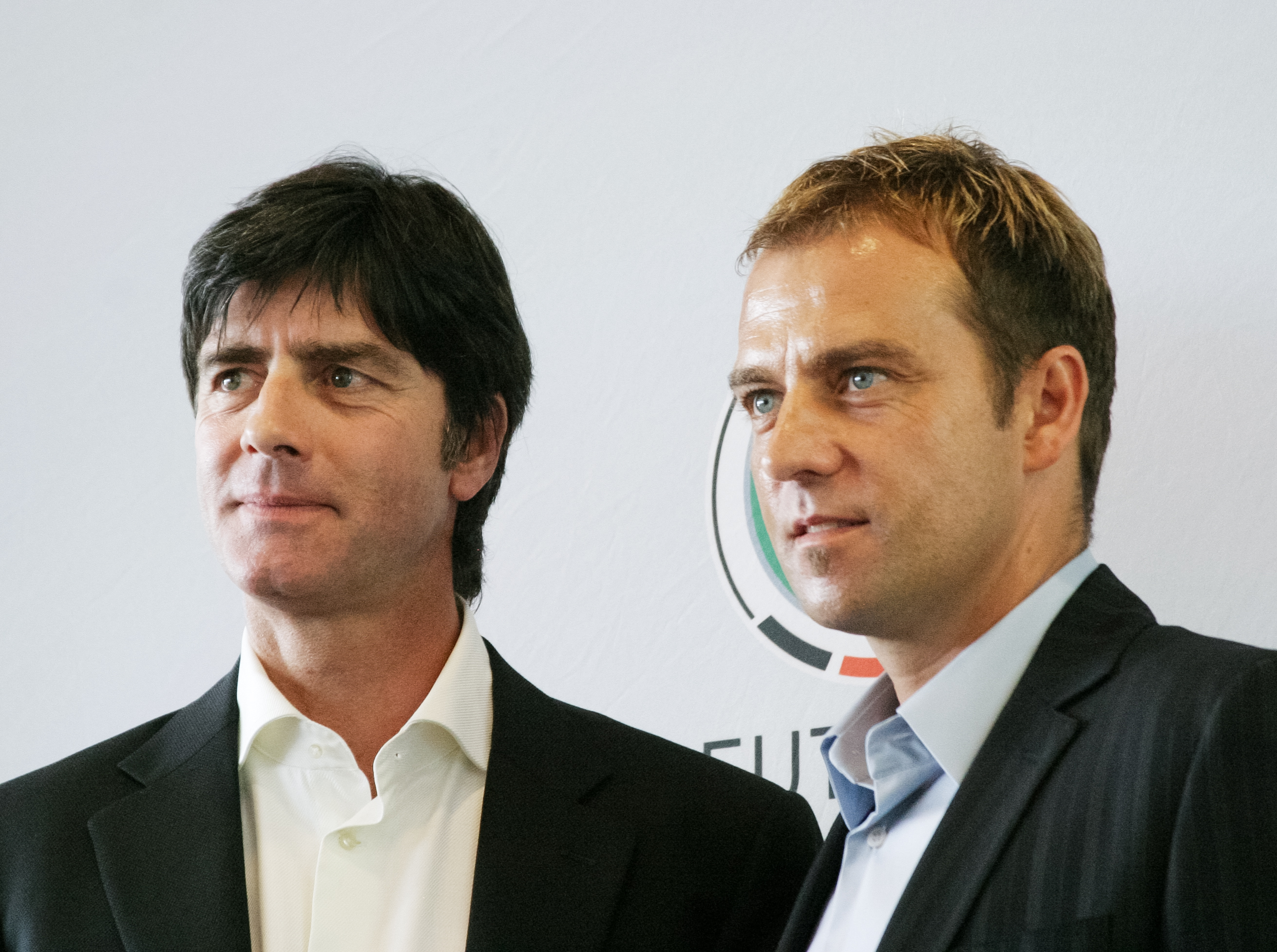
Löw y Hans-Dieter Flick en agosto de 2006.

Löw firmó un contrato de dos años con la Federación Alemana de Fútbol con el propósito de continuar el trabajo que había llevado a cabo con Klinsmann y asignó a Hans-Dieter Flick como su asistente. Su primer partido tuvo lugar el 16 de agosto en un amistoso contra Suecia en Gelsenkirchen que finalizó 3:0 a su favor. El 13 de octubre de 2007, tras empatar sin goles con Irlanda, su equipo fue el primer clasificado a la fase final de la Eurocopa 2008. Integraron el grupo B junto con Austria, Croacia y Polonia. En el tercer encuentro, en el que se enfrentaron a los austriacos, el árbitro Manuel Enrique Mejuto González expulsó a Löw y a Josef Hickersberger por discutir con el cuarto árbitro. Después de esto, Löw fue visto dialogando con Angela Merkel, la canciller de Alemania, sobre el incidente. El seleccionado alemán ganó ese encuentro por 1:0 con una anotación de Michael Ballack, y en los cuartos de final derrotó a Portugal por 3:2 en un partido que Löw debió observar desde un palco privado del estadio. Los alemanes llegaron a la semifinal como favoritos y derrotaron 3:2 a una selección turca con numerosos lesionados. Sin embargo, el 29 de junio perdieron la final con España por 1:0. En la clasificación de UEFA para la Copa Mundial de 2010, quedaron en la primera posición en su grupo con ocho victorias y dos empates en los diez encuentros. Löw convocó a jugadores jóvenes como Thomas Müller y Mesut Özil para la Copa del Mundo y dejó fuera de la misma a otros de mayor edad como Thomas Hitzlsperger o Jens Lehmann. En el torneo, Alemania se vio emparejada en el grupo D con las selecciones de Australia, Ghana y Serbia. El primer encuentro resultó victorioso por goleada para los alemanes frente los australianos, pero en el siguiente partido perdieron por la mínima diferencia con el conjunto serbio. Tras vencer a Ghana por 1:0, lograron clasificar a los octavos de final, donde se impusieron 4:1 sobre Inglaterra. En los cuartos de final, golearon con contundencia a Argentina por 4:0, mientras que en la semifinal perdieron con España por 1:0. Finalmente, terminaron su participación en la Copa del Mundo con una victoria en el partido por el tercer puesto, en el que derrotaron a Uruguay por 3:2.
El 15 de marzo de 2011, la Federación Alemana de Fútbol extendió su contrato con Löw hasta la Copa Mundial de 2014. En la clasificación para la Eurocopa 2012, Alemania obtuvo el primer lugar en la tabla de posiciones de su grupo y le sacó una diferencia de trece puntos al segundo mejor posicionado, Turquía. En la Eurocopa, integró el mismo grupo que Dinamarca, Países Bajos y Portugal, «probablemente el grupo más fuerte, interesante y parejo», según Löw. Los alemanes avanzaron a los cuartos de final tras quedar primeros en su grupo. En su cuarto partido derrotaron a Grecia por 4:2, pero en la semifinales fueron eliminados por Italia. Medios de comunicación como la revista deportiva Kicker Sportmagazin y el periódico Frankfurter Allgemeine Zeitung criticaron a Löw después del encuentro.

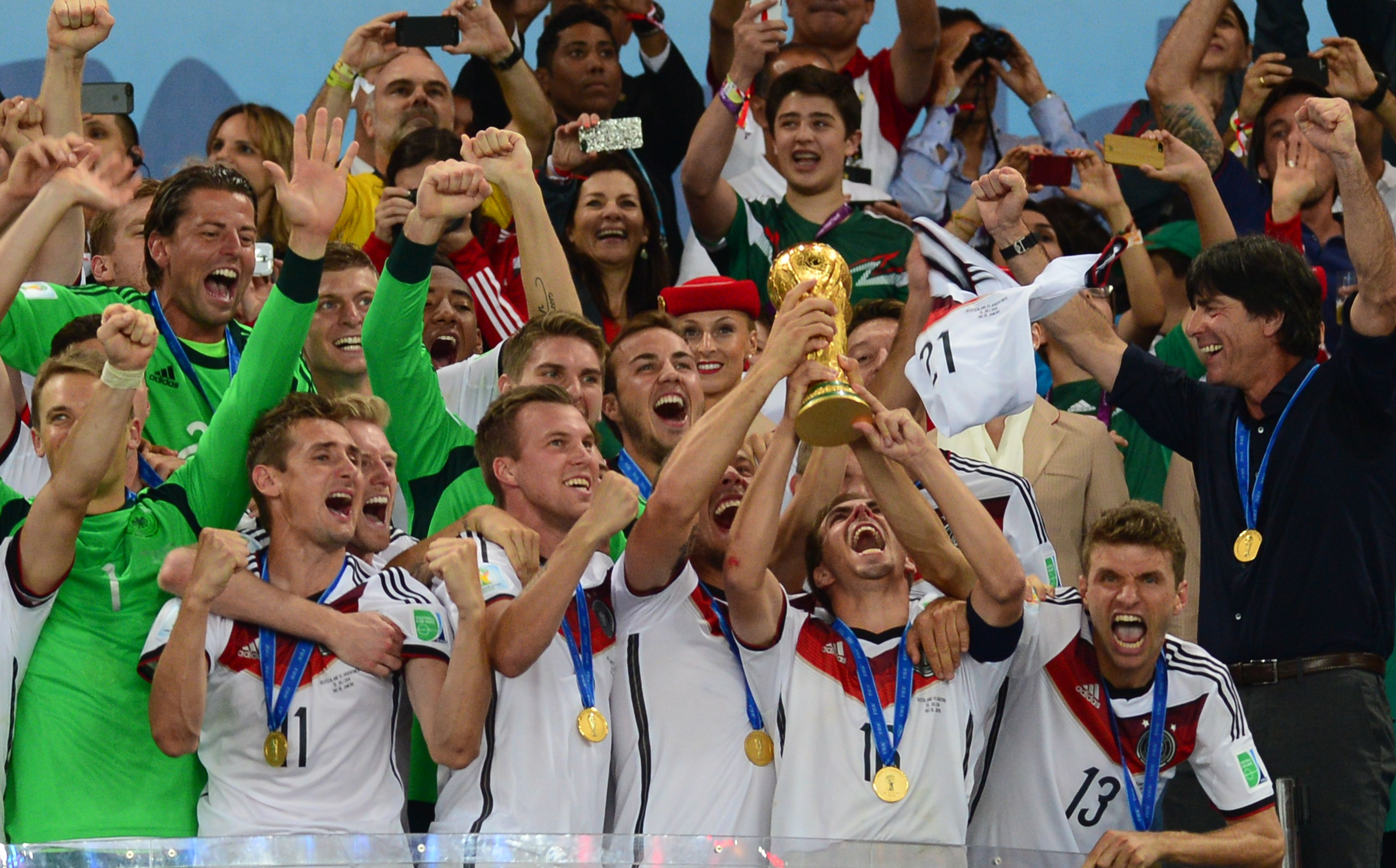
Löw (a la derecha) celebrando la obtención de la Copa Mundial de Fútbol de 2014.

El 11 de octubre de 2013 su equipo logró clasificar a la Copa Mundial de Fútbol de 2014, cuando le ganó 3:0 a Irlanda en el Estadio Rhein Energie. Después de esto, Löw renovó su contrato con la selección alemana hasta el 31 de julio de 2016. En el primer partido los alemanes derrotaron 4:0 a Portugal con un planteamiento táctico defensivo que resultó exitoso. El siguiente encuentro, en el que se enfrentaron a Ghana, se les tornó más complejo y acabó empatado a dos goles. En el tercer partido derrotaron por la mínima diferencia a la selección estadounidense dirigida por Jürgen Klinsmann. En los octavos de final le ganaron a Argelia en tiempo añadido y en los cuartos de final derrotaron  por 1:0 a Francia. En el partido de semifinal, denominado más tarde como «Mineirazo», los alemanes golearon 7:1 a la selección anfitriona, Brasil. Finalmente, el 13 de julio se consagraron campeones del mundo tras derrotar 1:0 en tiempo añadido a Argentina. Löw formó parte del once ideal del torneo como director técnico y fue elegido por la FIFA como mejor entrenador del año. Asimismo, ese año la IFFHS le otorgó el galardón al mejor seleccionador del mundo. Después de la Copa del Mundo, Hans-Dieter Flick fue nombrado director deportivo en la Asociación Alemana de Fútbol, por lo que Löw convirtió a Thomas Schneider, exfutbolista al que había dirigido en el VfB Stuttgart, en su asistente.
El 13 de marzo de 2015 renovó su contrato como seleccionador alemán hasta 2018. El 11 de octubre los alemanes la ganaron 2:1 a Georgia por la clasificación para la Eurocopa 2016 y accedieron a la fase final del torneo. En marzo de 2016 Löw convirtió a Marcus Sorg, que venía entrenando a la selección alemana sub-19, en su segundo asistente. En la Eurocopa de Francia, los alemanes pasaron la primera fase y en los octavos de final derrotaron a Eslovaquia por 3:0. En los cuartos de final, eliminaron en tanda de penales a la selección de Italia, a la que no habían podido vencer en ocho encuentros en fases finales de un torneo oficial. Después del enfrentamiento, Löw recibió críticas por parte de exfutbolistas alemanes, en particular de Mehmet Scholl, por adaptar el estilo de juego ofensivo de su equipo por uno más defensivo. En la semifinal fueron derrotados 2:0 por los anfitriones, los franceses. Después de la eliminación, la Federación Alemana de Fútbol extendió su vinculación con Löw hasta 2020. En noviembre de 2016, en un partido ante San Marino por la clasificación mundial que acabó 8:0, Löw llegó a su victoria número 95 al frente de la selección, por lo que superó a Sepp Herberger como el seleccionador con más victorias con Alemania y, además, obtuvo un porcentaje de victorias del 67%, mayor al de cualquier otro seleccionador alemán. Para la Copa Confederaciones 2017 de Rusia, a la cual los alemanes clasificaron tras ganar la Copa del Mundo, tomó la decisión de convocar en su mayoría a jugadores jóvenes sin demasiada experiencia en el seleccionado y formó así un equipo alternativo. En el primer encuentro de la primera fase, su equipo derrotó 3:2 a Australia. Para el siguiente enfrentamiento, en el que empataron a un gol con Chile, Löw preparó una alineación más defensiva sin un delantero fijo. En el tercer encuentro los alemanes vencieron por 3:1 a Camerún y avanzaron a la semifinal como primeros de su grupo. En dicho partido golearon por 4:1 a México. En la final, se coronaron campeones tras derrotar a los chilenos por 1:0 con gol de Lars Stindl. Ese año, Löw fue elegido por la IFFHS como mejor seleccionador del mundo.
El 5 de octubre, Alemania clasificó a la Copa Mundial de 2018 tras ganarle 3:1 a Irlanda del Norte. La clasificación, sumada a las victorias en la Eurocopa Sub-21 y la Copa Confederaciones, la convirtieron en uno de los máximos candidatos a ganar la Copa del Mundo. A pesar de que aún le quedaban dos años de contrato con el seleccionado, en mayo de 2018 Löw renovó su acuerdo con la institución hasta 2022. En la preparación para la Copa del Mundo, los alemanes jugaron seis encuentros amistosos: tres empates, dos derrotas y tan solo una victoria (2:1 ante Arabia Saudita). En el primer partido de la fase de grupos perdieron 1:0 con México. Los medios de comunicación alemanes subrayaron la mala defensa y el «ataque invisible» que tuvo el seleccionado alemán a lo largo del encuentro. En el segundo partido, Alemania derrotó a Suecia por 2:1 con un gol de Toni Kroos al minuto 95. No obstante, el tercer y último partido de la primera ronda lo perdió por 2:0 con Corea del Sur, por lo que se convirtió en el tercer seleccionado consecutivo en caer en fase de grupos como campeón defensor. Alemania quedó en el vigésimo segundo lugar en la tabla de posiciones de la Copa del Mundo, por lo que firmó su peor actuación en la competición mundial. La prensa alemana calificó la eliminación como una «desgracia histórica» e hizo hincapié en la continuidad de Löw en la conducción técnica de Alemania. Por su parte, Löw dijo que la actuación de su equipo lo había decepcionado y no aseguró su continuación bajo el mando del mismo.

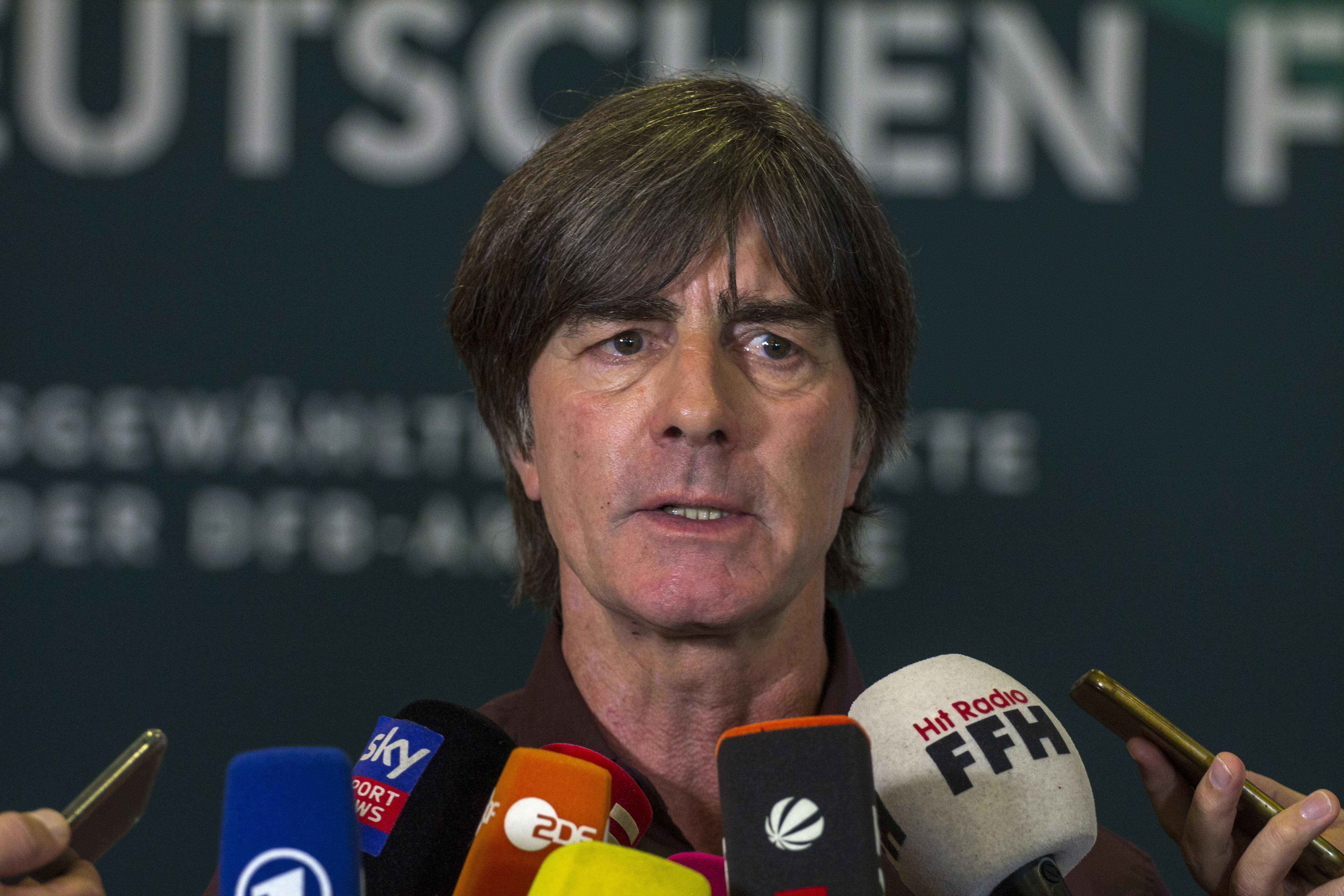
Löw en septiembre de 2019.

Pese a la temprana eliminación en la Copa del Mundo, el 3 de julio la Federación Alemana de Fútbol anunció en su cuenta de Twitter que Löw seguiría siendo el director técnico de la selección alemana y cumpliría con su contrato. El 13 de octubre, en un partido ante Países Bajos por la Liga de las Naciones de la UEFA, se convirtió en el entrenador con más encuentros dirigidos con la selección de Alemania. El enfrentamiento, sin embargo, acabó 3:0 a favor de los neerlandeses y Löw fue cuestionado por su incapacidad de generar un recambio generacional en el equipo y por mantener en el mismo a jugadores campeones del mundo en 2014 que no mostraban un buen nivel. El 16 de octubre, Alemania fue derrotada 2:1 ante Francia por la Liga de las Naciones y selló la peor racha de su historia: seis partidos perdidos en un año. A pesar de esta nueva caída, Löw se mostró satisfecho con el rendimiento de su equipo y los medios alemanes la calificaron como la «mejor derrota del año». El 15 de noviembre, con una alineación de jugadores jóvenes, Alemania venció por 3:0 a Rusia en un partido amistoso, aunque el día siguiente la selección de los Países Bajos le ganó 2:0 a Francia y, por ende, el equipo alemán descendió de categoría en la Liga de las Naciones. El siguiente encuentro fue un empate 2:2 con los neerlandeses en el que Alemania ganaba por dos goles pero en los últimos minutos le igualaron el marcador, algo que Löw atribuyó a la juventud de su plantel. En 2019 anunció que ya no convocaría a Thomas Müller, Jerome Boateng y Mats Hummels para hacer una renovación en el equipo. En el primer partido del año, no pasaron de un empate a un gol en un amistoso con Serbia. Unos días después, comenzaron la clasificación para la Eurocopa 2020 con un triunfo por 3:2 sobre Países Bajos. En junio, Löw debió ausentarse de los partidos contra Bielorrusia y Estonia debido problemas circulatorios, por lo que Marcus Sorg y Andreas Köpke lo reemplazaron. El equipo clasificó a la Eurocopa tras quedar en la primera posición en su grupo, con seis victorias y una derrota.
El 17 de noviembre de 2020 la selección alemana cae por la mayor diferencia de goles de su historia al caer ante España por seis goles a cero en la UEFA Nations League.
El 9 de marzo de 2021 se confirmó que Löw dejaría su cargo de seleccionador tras la disputa de la Eurocopa 2020. Previo a la Eurocopa, convocó a Müller y a Hummels para disputar el torneo, pese a haber anunciado dos años antes que no los volvería a convocar. Alemania quedó eliminada en octavos de final ante Inglaterra por 0-2.

### Participaciones en fases finales
Copa Mundial de Fútbol
| Mundial              | Sede      | Resultado      | J  | G  | E | P | GF | GC | Dif | %      |
| -------------------- | --------- | -------------- | -- | -- | - | - | -- | -- | --- | ------ |
| Copa Mundial de 2010 | Sudáfrica | Tercer puesto  | 7  | 5  | 0 | 2 | 16 | 5  | +11 | 71.43% |
| Copa Mundial de 2014 | Brasil    | Campeón        | 7  | 6  | 1 | 0 | 18 | 4  | +14 | 90.48% |
| Copa Mundial de 2018 | Rusia     | Fase de grupos | 3  | 1  | 0 | 2 | 2  | 4  | -2  | 33.33% |
| Total                | Total     | Total          | 17 | 12 | 1 | 4 | 36 | 13 | +23 | 72.55% |

Eurocopa
| Copa          | Sede              | Resultado        | J  | G  | E | P | GF | GC | Dif | %      |
| ------------- | ----------------- | ---------------- | -- | -- | - | - | -- | -- | --- | ------ |
| Eurocopa 2008 | Austria y Suiza   | Subcampeón       | 6  | 4  | 0 | 2 | 10 | 7  | +3  | 66.67% |
| Eurocopa 2012 | Polonia y Ucrania | Semifinales      | 5  | 4  | 0 | 1 | 10 | 6  | +4  | 80%    |
| Eurocopa 2016 | Francia           | Semifinales      | 6  | 3  | 2 | 1 | 7  | 3  | +4  | 61.11% |
| Eurocopa 2020 | Europa            | Octavos de final | 4  | 1  | 1 | 2 | 6  | 7  | -1  | 33.33% |
| Total         | Total             | Total            | 21 | 12 | 3 | 6 | 33 | 23 | +10 | 61.9%  |

Copa FIFA Confederaciones
| Copa                      | Sede  | Resultado | J | G | E | P | GF | GC | Dif | %   |
| ------------------------- | ----- | --------- | - | - | - | - | -- | -- | --- | --- |
| Copa Confederaciones 2017 | Rusia | Campeón   | 5 | 4 | 1 | 0 | 12 | 5  | +7  | 80% |
| Total                     | Total | Total     | 5 | 4 | 1 | 0 | 12 | 5  | +7  | 80% |

### Participaciones en fases clasificatorias
Copa Mundial de Fútbol
| Proceso              | Resultado   | Posición | J  | G  | E | P | GF  | GC | Dif | %      |
| -------------------- | ----------- | -------- | -- | -- | - | - | --- | -- | --- | ------ |
| Clasif. Mundial 2010 | Clasificado | 1.º      | 10 | 8  | 2 | 0 | 26  | 5  | +21 | 86.67% |
| Clasif. Mundial 2014 | Clasificado | 1.º      | 10 | 9  | 1 | 0 | 36  | 10 | +26 | 93.33% |
| Clasif. Mundial 2018 | Clasificado | 1.º      | 10 | 10 | 0 | 0 | 43  | 4  | +39 | 100%   |
| Clasif. Mundial 2022 | Clasificado | 1.º      | 10 | 9  | 0 | 1 | 36  | 4  | +32 | 90%    |
| Total                | Total       | Total    | 33 | 29 | 3 | 1 | 110 | 21 | +89 | 93.55% |

Eurocopa
| Proceso               | Resultado   | Posición | J  | G  | E | P | GF  | GC | Dif | %      |
| --------------------- | ----------- | -------- | -- | -- | - | - | --- | -- | --- | ------ |
| Clasif. Eurocopa 2008 | Clasificado | 2.º      | 12 | 8  | 3 | 1 | 35  | 7  | +28 | 75%    |
| Clasif. Eurocopa 2012 | Clasificado | 1.º      | 10 | 10 | 0 | 0 | 34  | 7  | +27 | 100%   |
| Clasif. Eurocopa 2016 | Clasificado | 1.º      | 10 | 7  | 1 | 2 | 24  | 9  | +15 | 73.33% |
| Clasif. Eurocopa 2020 | Clasificado | 1.º      | 8  | 7  | 0 | 1 | 30  | 7  | +23 | 87.5%  |
| Total                 | Total       | Total    | 40 | 32 | 4 | 4 | 123 | 30 | +93 | 83.33% |

### Encuentros no oficiales
| Amistosos   | PJ | PG | PE | PP | GF  | GC | Dif | %      |
| ----------- | -- | -- | -- | -- | --- | -- | --- | ------ |
| 2006 - 2021 | 72 | 33 | 23 | 16 | 140 | 88 | +52 | 56.48% |

### Encuentros oficiales
| Competición                        | PJ  | PG | PE | PP | GF  | GC  | Dif  | %      |
| ---------------------------------- | --- | -- | -- | -- | --- | --- | ---- | ------ |
| Copa Mundial de Fútbol             | 17  | 12 | 1  | 4  | 36  | 13  | +23  | 72.55% |
| Copa FIFA Confederaciones          | 5   | 4  | 1  | 0  | 12  | 5   | +7   | 86.67% |
| Eurocopa                           | 21  | 12 | 3  | 6  | 33  | 23  | +10  | 61.9%  |
| Clasificación para la Copa Mundial | 33  | 29 | 3  | 1  | 110 | 21  | +89  | 90.91% |
| Clasificación para la Eurocopa     | 40  | 32 | 4  | 4  | 123 | 30  | +93  | 83.33% |
| Liga de las Naciones de la UEFA    | 10  | 2  | 5  | 3  | 13  | 20  | -7   | 36.67% |
| Total                              | 126 | 91 | 17 | 18 | 327 | 112 | +215 | 76.72% |

## Clubes

### Como jugador
| Club                | País     | Año       |
| ------------------- | -------- | --------- |
| S. C. Friburgo      | Alemania | 1978-1980 |
| VfB Stuttgart       | Alemania | 1980-1981 |
| Eintracht Frankfurt | Alemania | 1981-1982 |
| S. C. Friburgo      | Alemania | 1982-1984 |
| Karlsruher S. C.    | Alemania | 1984-1985 |
| S. C. Friburgo      | Alemania | 1985-1989 |
| F. C. Schaffhausen  | Suiza    | 1989-1992 |
| F. C. Winterthur    | Suiza    | 1992-1994 |
| F. C. Frauenfeld    | Suiza    | 1994-1995 |

### Como entrenador
| Equipo                | País     | Año       |
| --------------------- | -------- | --------- |
| F. C. Frauenfeld      | Suiza    | 1994-1995 |
| VfB Stuttgart         | Alemania | 1996-1998 |
| Fenerbahçe S. K.      | Turquía  | 1998-1999 |
| Karlsruher S. C.      | Alemania | 1999-2000 |
| Adanaspor             | Turquía  | 2001      |
| Wacker Innsbruck      | Austria  | 2001-2002 |
| F. K. Austria Viena   | Austria  | 2003-2004 |
| Selección de Alemania | Alemania | 2006-2021 |

## Estadísticas como entrenador
- Datos actualizados al último partido dirigido el 29 de junio de 2021.

| Equipo                | País     | Año       | P           | PG          | PE          | PP          | Rendimiento |
| --------------------- | -------- | --------- | ----------- | ----------- | ----------- | ----------- | ----------- |
| F. C. Frauenfeld      | Suiza    | 1994-1995 | Desconocido | Desconocido | Desconocido | Desconocido | Desconocido |
| VfB Stuttgart         | Alemania | 1996-1998 | 89          | 46          | 20          | 23          | 59.18%      |
| Fenerbahçe S. K.      | Turquía  | 1998-1999 | 38          | 24          | 6           | 8           | 68.42%      |
| Karlsruher S. C.      | Alemania | 1999-2000 | 18          | 1           | 7           | 10          | 18.52%      |
| Adanaspor             | Turquía  | 2001      | 6           | 0           | 2           | 4           | 11.11%      |
| Wacker Innsbruck      | Austria  | 2001-2002 | 27          | 13          | 5           | 9           | 54.32%      |
| F. K. Austria Viena   | Austria  | 2003-2004 | 32          | 16          | 8           | 8           | 58.33%      |
| Selección de Alemania | Alemania | 2006-2021 | 198         | 124         | 40          | 34          | 69.36%      |
| Total                 | Total    | Total     | 407         | 223         | 88          | 96          | 62%         |

## Estadísticas como seleccionador
| Equipo   | Año   | Estadísticas | Estadísticas | Estadísticas | Estadísticas | Estadísticas | Estadísticas | Estadísticas | Estadísticas |
| Equipo   | Año   | PJ           | PG           | PE           | PP           | GF           | GC           | Dif          | Rend.        |
| -------- | ----- | ------------ | ------------ | ------------ | ------------ | ------------ | ------------ | ------------ | ------------ |
| Alemania |       |              |              |              |              |              |              |              |              |
| 2006     | 6     | 5            | 1            | 0            | 24           | 2            | +22          | 88.89%       |              |
| 2007     | 12    | 8            | 2            | 2            | 24           | 9            | +15          | 72.23%       |              |
| 2008     | 16    | 11           | 2            | 3            | 36           | 16           | +20          | 72.92%       |              |
| 2009     | 11    | 7            | 3            | 1            | 26           | 7            | +19          | 72.73%       |              |
| 2010     | 17    | 12           | 2            | 3            | 40           | 10           | +30          | 74.51%       |              |
| 2011     | 13    | 9            | 3            | 1            | 36           | 17           | +19          | 76.92%       |              |
| 2012     | 14    | 8            | 2            | 4            | 32           | 22           | +10          | 61.9%        |              |
| 2013     | 12    | 9            | 2            | 1            | 35           | 15           | +20          | 80.56%       |              |
| 2014     | 17    | 11           | 4            | 2            | 37           | 15           | +22          | 72.55%       |              |
| 2015     | 9     | 5            | 1            | 3            | 20           | 11           | +9           | 59.26%       |              |
| 2016     | 16    | 10           | 3            | 3            | 34           | 10           | +24          | 68.75%       |              |
| 2017     | 15    | 11           | 4            | 0            | 43           | 12           | +31          | 82.22%       |              |
| 2018     | 13    | 4            | 3            | 6            | 14           | 17           | -3           | 38.46%       |              |
| 2019     | 10    | 7            | 2            | 1            | 33           | 8            | +25          | 76.67%       |              |
| 2020     | 8     | 3            | 4            | 1            | 14           | 16           | -2           | 54.17%       |              |
| 2021     | 9     | 4            | 2            | 3            | 19           | 11           | +8           | 51.85%       |              |
| Total    | Total | 198          | 124          | 40           | 34           | 467          | 200          | +267         | 69.36%       |

## Palmarés

### Como entrenador

#### Campeonatos nacionales
| Título           | Club             | País     | Año     |
| ---------------- | ---------------- | -------- | ------- |
| Copa de Alemania | VfB Stuttgart    | Alemania | 1996-97 |
| Bundesliga       | Wacker Innsbruck | Austria  | 2001-02 |

#### Campeonatos internacionales
| Título                 | Equipo (*)            | País   | Año  |
| ---------------------- | --------------------- | ------ | ---- |
| Copa Mundial de Fútbol | Selección de Alemania | Brasil | 2014 |
| Copa Confederaciones   | Selección de Alemania | Rusia  | 2017 |

(*) Incluyendo la selección.

### Distinciones individuales
| Distinción                                                   | Año        |
| ------------------------------------------------------------ | ---------- |
| Cruz Federal al Mérito.                                      | 2010       |
| Hombre alemán del año.                                       | 2011, 2014 |
| Parte del equipo ideal de los aficionados de la Eurocopa.    | 2012       |
| Premio IFFHS – Mejor seleccionador nacional del mundo (2.º). | 2013, 2017 |
| Mejor entrenador de la Copa Mundial de Fútbol.               | 2014       |
| Premio FIFA – Mejor entrenador del mundo.                    | 2014       |
| Entrenador del año en Alemania.                              | 2014       |
| Premio IFFHS – Mejor seleccionador nacional del mundo.       | 2014, 2017 |
| Hoja de laurel de plata.                                     | 2014       |
| Premio World Soccer al mejor entrenador del mundo.           | 2014       |
| Premio alemán de los medios.                                 | 2014       |
| Leyenda de los deportes.                                     | 2016       |
| Seleccionador alemán con más victorias.                      | desde 2016 |
| Seleccionador alemán con más partidos dirigidos.             | desde 2018 |

## Vida privada
Löw comenzó una relación con la que sería su esposa, Daniela, en 1977. Se casaron en 1986 y no tuvieron hijos. En 2016 se separaron después de treinta años de matrimonio. Su hermano menor, Markus, es un exfutbolista que llegó a jugar en el S. C. Friburgo; de hecho, ambos fueron compañeros de equipo a principios de la temporada 1980-81. En 2006 le fue retirada su licencia durante seis meses por conducir a exceso de velocidad. Lo mismo le volvió a ocurrir en varias ocasiones en Flensburgo.

## Polémicas
En varias ocasiones bajo el mando de la selección alemana, Löw ha sido captado por las cámaras llevándose las manos a su trasero, sus genitales u otros sitios indecorosos; «acciones desagradables» que lo han llevado a ser objeto de críticas en las redes sociales. En respuesta a esto, se ha mostrado disgustado ante estas actitudes, pero ha dicho que lo hace inconscientemente. «Intentaré comportarme de otra manera desde ese punto de vista», aclaró.
En marzo de 2016 expulsó del plantel alemán a Max Kruse, que había salido de noche a un casino, debido a su indisciplina y su «comportamiento poco profesional». En mayo de 2018, tras no ser incluido en la lista de futbolistas que jugarían la Copa del Mundo, Sandro Wagner renunció a la selección y declaró: «Para mí está claro que mi forma de ser, de abordar las cosas de forma siempre abierta, directa y honesta, no parece encajar con el equipo del entrenador». Löw, por su parte, respondió: «Siento sus palabras como una crítica a sus compañeros que también juegan. Expone a algunos que llevan jugando desde siempre con nosotros, que son líderes, como auténticos idiotas». No obstante, también dijo que la decepción del delantero era comprensible, aunque «su reacción y sus razones fueron exageradas».
En julio de 2018 Mesut Özil, de origen turco, se retiró de la selección y denunció que sufrió racismo por parte de la Federación Alemana de Fútbol, en particular por el presidente de esta, Reinhard Grindel. Löw desmintió estas acusaciones: «Desde que estoy con la Federación Alemana nunca hubo ninguna forma de racismo en el equipo nacional, los jugadores siempre se han identificado con nuestros valores». Un mes después, aprovechando que se encontraba en Londres para una conferencia de entrenadores de la FIFA, acudió hasta un entrenamiento del Arsenal F. C. con la intención de hablar con Özil. Sin embargo, el entrenador Unai Emery no se lo permitió.
En marzo de 2019, comunicó que dejaría de convocar a Thomas Müller, Jerome Boateng y Mats Hummels, todos ganadores de la Copa del Mundo de 2014 y pertenecientes al Bayern de Múnich. Ante esto, el club presentó un comunicado en el cual cuestionó la decisión del entrenador. Müller, por su parte, dijo que el anuncio de Löw lo dejó «perplejo» y añadió: «Cuanto más pienso en ello, más me enerva la forma en que todo esto ha tenido lugar». Hummels calificó la medida como «incomprensible» e «injusta».
Después de 3 años, Jögi convocó a Hummels y a Müller para la Eurocopa.